# Vinzelles (Puy-de-Dôme)
Vinzelles ist ein Ort und eine zentralfranzösische Gemeinde (commune) mit 371 Einwohnern (Stand: 1. Januar 2022) im Département Puy-de-Dôme in der Region Auvergne-Rhône-Alpes. Die Gemeinde gehört zum Arrondissement Thiers und zum Kanton Lezoux.

## Lage
Vinzelles liegt etwa 26 Kilometer nordöstlich von Clermont-Ferrand. Der Allier begrenzt die Gemeinde im Westen und Nordwesten. Umgeben wird Vinzelles von den Nachbargemeinden Luzillat im Norden und Westen, Charnat im Norden, Paslières im Osten und Nordosten, Noalhat im Osten sowie Crevant-Laveine im Süden.

## Bevölkerungsentwicklung
| Jahr                       | 1962 | 1968 | 1975 | 1982 | 1990 | 1999 | 2008 | 2013 |
| Einwohner                  | 366  | 352  | 306  | 295  | 308  | 313  | 309  | 343  |
| Quellen: Cassini und INSEE |      |      |      |      |      |      |      |      |

## Sehenswürdigkeiten
- Kirche